# 더 클래시
더 클래시(The Clash)는 1976년 런던에서 결성된 영국의 록 밴드이다.
브리티시 펑크 록의 제1파에 있어 중요한 역할을 하였으며, 펑크에 잇따라 발생한 포스트펑크 및 뉴 웨이브 운동에 큰 영향을 미쳤다. 또한 그 음악에 레게, 더브, 펑크, 스카, 로커빌리 등 다양한 장르를 수용하기도 하였다. 더 클래시의 구성원은 대개 리드 보컬리스트 겸 리듬 기타리스트 조 스트러머, 리드 기타리스트 겸 보컬리스트 믹 존스, 베이시스트 폴 사이모넌, 드러머 니키 "토퍼" 피든으로 이루어졌다. 82년 히든이 밴드를 나가고 이어서 이듬해 밴드 내 마찰로 인하여 존스가 탈퇴한다. 이후로 새로운 멤버를 영입하기는 하였으나 결국 86년 초 해산되고 만다.
1977년 셀프타이틀 데뷔 앨범 《The Clash》을 통해 비평적·상업적 성공을 동시에 거두었으며 이듬해 나온 두 번째 앨범 《Give 'Em Enough Rope》에서도 성과는 그대로였다. 1979년 12월 영국에서 실험적인 세 번째 앨범 《London Calling》으로 미국에서 큰 주목을 모으게 되었다. 후일 《롤링 스톤》에서는 이 앨범을 1980년대 최고의 앨범으로 추어주었다. 1980년 똑같이 음악적 실험을 시도한 네 번째 앨범 《Sandinista!》을 발표, 1982년 《Combat Rock》으로써 다시금 큰 성공을 맛본다. 미국 톱 10을 기록한 본 앨범의 수록곡 〈Rock the Casbah〉에 힘입어 2중 플래티넘을 달성하는 대기록을 세웠다. 1985년 최후작 《Cut the Crap》을 발표하고서 몇 주가 안 되어 더 클래시는 해산되었다.
2003년 조 스트러머가 죽은 지 조금 안 되어 창립단원인 테리 차임스를 포함하여 로큰롤 명예의 전당에 헌액되었다. 2004년 《롤링 스톤》에서는 더 클래시를 '역대 최고의 아티스트 100선'에서 28위에 랭크시켰다.

## 역사

### 탄생: 1974–1976년
더 클래시가 결성되기 전, 멤버들은 런던 음악계의 여러 다른 곳에서 활발한 활동을 펼치고 있었다.
존 그래함 멜로는 1974년 결성된 The 101ers에서 리듬 기타와 노래를 맡고 있었는데 2년 후 더 클래시가 결성될 즈음에는 자신의 이름을 "조 스트러머"로 바꾸었다. 이는 런던 지하철에서 매우 기초적인 스트러밍으로 우쿨렐레를 연주하며 버스킹을 할 당시의 모습에서 따 왔다.
믹 존스는 초기 펑크 밴드인 런던 SS에서 기타를 맡고 있었는데 1975년 연습만을 하고 공연이나 녹음 작업은 못하고 있었다. 매니저였던 버나드 로즈는 섹스 피스톨즈의 매니저와 친분이 있었기에 두 밴드는 가깝게 지냈다.
1976년 런던 SS가 해체되고 나서도 로즈는 믹 존스의 매니저 일을 계속했고 2월에 존스는 섹스 피스톨즈의 공연을 처음으로 보게 되었는데 당시에 대해 그는 "보자마자 나는 바로 이것이다 하고 느꼈다. 이것이 바로 앞으로 펼쳐질 것이었다. 이전에 있었던 것과는 너무나도 다른 새로운 모습과 가치였다"고 했다. 곧 밴드를 조직하기 시작하면서 베이스에 사이모넌, 기타에 키스 레벤, 드럼에 차임스가 영입되었다.

매니저 로즈는 리드 보컬에 스트러머를 눈여겨 보고 있었는데 존스와 레벤도 그의 공연을 보고 감명을 받은 상태였다. 스트러머도 뭔가 변화를 준비하고 있던 중에 섹스 피스톨즈 공연에 오프닝으로 참여하게 되었다. 후에 그는 당시에 대해 이렇게 설명했다. 
뭔가가 일어나고 있음을 느끼면서 나는 듬성듬성한 청중들 속으로 들어섰다. 그때 나는 눈 앞에서 미래가 펼쳐지고 있는 것을 보았다. 모든 것이 순간적으로 분명해졌다. 술집에서 공연하는 밴드가 "안녕하세요, 여러분. 이제 부기를 연주할 건데 잘 들어주세요"라는 식이라면 섹스 피스톨즈는 "이것이 우리 노래다. 당신들이 좋아하던 말던 아무 상관 없다. 사실 싫어한다고 해도 우리는 노래할거다"라는 식이었다."
"첫 곡이 시작되고 5초쯤 지나자 나는 우리가 이미 과거가 되어버렸음을 알았다." 스트러머는 펍 록은 끝났으며 미래는 펑크 록이라는 결론에 도달했다.
매니저 로즈와 레벤은 스트러머의 공연에 가서 자신들의 밴드 리허설에 와보라고 초청했다. 그가 왔을 때 레벤은 스트러머의 곡인 "Keys to Your Heart"를 연주했다.
로즈는 스트러머에게 섹스 피스톨즈의 라이벌이 될 이 새로운 밴드에 합류할 지를 48시간 내에 알려달라고 했고 스트러머는 24시간 내에 동의했다. 사이모넌은 후에 "조가 합류하자 모든 것이 맞춰지기 시작했다"고 했다.
드러머였던 차임스는 스트러머의 첫인상에 대해 "그는 22-23살 정도였는데 당시 나에게는 나이가 너무 많은 듯 보였다. 또 복고풍의 옷을 입고 있었고 삐걱거리는 목소리였다"고 했다. 밴드 이름은 윅 허트드롭스와 사이코틱 네가티브스를 거쳐 결국 사이모넌이 생각해 낸 이름으로 결정되었다. 사이모넌은 밴드 이름에 대해 "신문을 읽고 있었는데 자꾸만 '클래시'라는 단어가 눈에 들어왔고 나는 '더 클래시는 어때?'라고 멤버들에게 물었더니 다들 동의했다"고 했다.

### 초기 공연과 성장: 1976년
스트러머와 연습한 지 한달이 채 안되어 더 클래시는 1976년 7월 4일 섹스 피스톨즈의 오프닝으로 데뷔한다. 당시 런던 SS에서 파생된 또 다른 밴드 댐드가 이틀 뒤에 데뷔 공연을 하기 전 서둘러 스케쥴을 짠 것이었다. 한편 자신의 입지에 불만이 있었던 레벤은 공연장에서 섹스 피스톨즈의 보컬이었던 존 라이돈에게 접근하여 만약 섹스 피스톨즈가 해체된다면 자신과 밴드를 하자고 제안했다.
데뷔 공연을 한 뒤 몇 시간 후 더 클래시 멤버들을 비롯하여 섹스 피스톨즈의 멤버 몇, 그리고 런던 펑크계에 있던 뮤지션들은 뉴욕 최고의 펑크 록 밴드인 라몬즈의 공연을 보기 위해 함께 갔다. 조 스트러머는 라몬즈에 대해 "라몬즈의 첫 앨범이 이 바닥에서 얼마나 대단한 것이었는지는 거듭 강조해도 지나치지 않다... 그것은 펑크라는 이름의 첫 일성이었다"고 평하기도 했다.
한편 매니저 로즈는 더 클래시가 음악적으로 더욱 탄탄해지기 전에는 공연을 해서는 안된다며 한 달간 맹연습을 이어갔다. 후에 스트러머는 이들이 자신만의 독특한 정체성을 구축하기 위해 얼마나 진지하게 임했는지에 대해 다음과 같이 말했다. "내가 더 클래시에 합류하던 날 우리는 원점에서 시작했다. 펑크라는 것은 내가 이전에 알던 것을 다 버린다는 것이다. 우리는 마치 스탈린주의자처럼 모든 친구들, 전에 연주했던 방식, 알고 있던 모든 것을 버렸다."
작곡의 대부분은 스트러머와 존스가 담당했는데 존스는 후에 "조가 가사를 주면 나는 곡을 썼다"고 했다. 스트러머는 당시에 대해 "매니저 로즈는 늘 '이슈, 이슈가 중요해. 사랑에 대해서는 쓰지마. 너에게 영향을 끼치는 것들에 대해서, 무엇이 중요한 것인지에 대해 써야해'라고 했다"고 회상했다.
대부분의 보컬은 스트러머가 맡았고 가끔 존스와 함께 부를 때도 있었다. 8월에 더 클래시는 스튜디오에서 소수의 인원을 초대하여 작은 공연을 했는데 당시 참석했던 사운드 매거진의 지오반니 다다모는 "폭주기관차다... 엄청난 폭발력으로 섹스 피스톨즈를 겁나게 할 만한 최초의 밴드가 탄생했다"고 평했다.
9월 초 레벤은 더 클래시에서 쫓겨났다. 스터러머는 밴드에 대한 그의 관심이 줄어들고 있다고 했고 레벤은 이를 부인했다. 후에 레벤과 라이돈은 1978년 퍼블릭 이미지 리미티드를 결성한다. 그리고 11월에는 차임스가 밴드를 떠났다.
더 클래시는 노래와 인터뷰에서 급진 좌파 메시지를 냈다. 그들은 직업의 기회와 실업 같은 사회적 문제 및 인종 차별과 억압에 맞서 싸우라고 노래했다. 조 스트러머는 "우리는 반파시스트, 반폭력, 반인종차별주의자이자 친창조주의자다"라고 했으나 또한 "우리는 그 모든 무정부적인 헛소리를 믿지 않는다!"라고도 했다. 믹 존스는 "중요한 것은 사람들이 스스로 생각하고, 움직이고 그들의 권리를 위해 스스로 일어서도록 하는 것이다"라고 했다.
1976년에 노팅힐 카니발에서 있었던 흑인 청년들과 경찰의 대립은 더 클래시의 정치적 입장의 발전에 중요한 역할을 했으며 이를 통해 스트러머는 "White Riot"이라는 곡을 썼다. 또한 당시 폭동 사진이 데뷔 앨범 뒷면에 들어가기도 했다.

### 펑크의 발흥과 영국에서의 성공: 1977–1979년
그 계약서에 서명하는 것이 나를 몹시도 괴롭혔다. 계속 고민했지만 이제는 마음을 다잡았다. 그것은 결국에는 2년 간의 보안이라는 것을 깨달았다... 이전까지 나는 그저 배를 채우는 것에만 신경을 썼지만... 이제는 자유롭게 생각하고 그것을 쓸 수 있을 것 같다... 나는 오랫동안 힘들었기에 일주일에 25 파운드를 받는다고 해서 갑자기 로드 스튜어트로 바뀌지는 않을 것이다. 그러기에는 이미 너무 멀리 와버렸다.
해가 넘어가면서 펑크는 영국에서 주류 현상으로 자리잡게 된다. 뉴 뮤지컬 익스프레스는 "1977년은 더 클래시의 해다"라고 했다.
1977년 1월에 더 클래시는 CBS 레코드와 10만 파운드에 계약을 한다. 당시 약 30여 차례의 공연을 했을 뿐이고 그나마 오프닝이나 게스트 출연이었음을 볼 때 상당한 액수였다. 더 클래시 연구가인 마커스 그레이는 "음악 잡지나 팬들이 더 클래시가 이 계약을 통해 대형 시스템에 "팔렸다"는 비판에 대해 멤버들은 자신들의 행위를 정당화할 이유를 찾아야 했다"고 했다. 런던의 대표적인 펑크 잡지 스니핀 글루의 마크 페리는 한 발 더 나아가 "더 클래시가 CBS와 계약하던 날 펑크는 죽었다"고 까지 했다가 이후 "White Riot"이란 곡을 듣고 나서 "더 클래시는 현재 세계에서 가장 중요한 밴드다. 나는 그들을 전적으로 믿는다"고 마음을 바꾸었다. 클래시 관련자 중 하나는 이 계약에 대해 "이후 절대 해서는 안되는 계약의 전형으로 남았다. 밴드는 투어, 녹음, 리믹스, 디자인, 비용 등등을 모두 감당해야 했다"고도 했다.
더 클래시의 첫 번째 싱글 "White Riot"은 1977년 3월에 출시되어 34위에 올랐다. 그 다음 달에 나온 앨범 <The Clash>는 기득권과 상류층, 경찰, 그리고 소외와 권태에 대한 격노로 가득찬 불타는 펑크 트랙으로 가득 차 있었다.
더 클래시는 또한 레게 곡 "Police and Thieves"의 리메이크를 통해 앞으로 나아갈 다양한 음악적 방향을 제시했다. 이들은 초창기부터 기존의 반항음악의 슬로건과 가사, 주제에 영향을 받아왔고 리허설 중에 레게 음악을 종종 연주하기는 했어도 "Police and Thieves"를 녹음하는 것에 있어서는 내부에서 많은 논의를 거쳐야 했다. 이후 레게는 활동 내내 클래시 음악에 있어 강력한 영향 중 하나였다.
음악 기자이자 펑크 뮤지션이었던 존 롭은 "1977년의 전반기 섹스 피스톨즈의 바톤을 이어받은 더 클래시는 이제 펑크 록 정신의 깃발을 흔드는 밴드가 되었다"고 평했다. 앨범이 영국에서 12위에 오르는 등 성공적이었으나 CBS 측은 미국 발매를 하지 않고 있었는데 거친 사운드와 말끔하지 못한 제작이 미국에서는 환영받지 못할 것이라 여겼기 때문이었다. 그러다가 1979년 말에 가서야 결국 곡들을 좀 변경하여 미국에서 출시되었는데 그 때에는 이미 영국판 앨범이 미국에 수입되었고 수입 앨범 중에서 가장 잘 팔리고 있었다.
앨범 녹음을 위해 다시 돌아왔던 차임스는 펑크 스피릿에 별 감흥이 없었고 결국 녹음이 끝나고 다시 밴드를 떠났다. 후에 그는 "내가 원하는 삶은 그들이 원하는 삶과 달랐다. 서로 완전히 다른 것을 원한다면 뭐하러 함께 하겠는가?"라고 했다. 그래서 앨범 커버에는 사이모넌과 존스, 스트러머 만이 나왔다. 이후 드러머를 찾던 과정에 대해 스트러머는 "우리는 드럼을 갖고 있는 거의 모든 드러머들을 테스트 했다. 런던에 있는 모든 드러머들을 말이다. 아마 205명쯤 되었을 것이다. 거의 포기할 즈음 토퍼 헤돈을 찾았다"고 했다. 헤돈은 믹 존스와 함께 잠시 런던 SS에서 활동하기도 했었는데 뛰어난 뮤지션으로 피아노, 베이스, 기타 까지 연주할 수 있었다. 계약한 다음 날 그는 "나는 정말 더 클래시에 들어오고 싶었다. 나는 더 많은 에너지를 더하고 싶었다. 그것이 가능하다면 말이다"라고 했다. 약 20년 후의 인터뷰에서 토퍼 헤돈은 원래는 잠시만 더 클래시에 있다가 자신의 이름이 좀 알려지면 더 좋은 기회를 찾아 떠날 생각이었다고 했다.
5월에 더 클래시는 투어를 시작했다. 뉴캐슬에서의 공연 이후 스트러머와 헤돈이 호텔에서 베갯잇을 훔쳤다며 체포되기도 했다. 투어의 하이라이트는 런던의 레인보우 극장에서였는데 첫 주요 공연장에서의 연주였고 펑크 팬들이 의자를 뜯어내는 등 일종의 소규모 폭동이 벌어졌다. 선 신문은 헤드라인으로 이 사건을 보도하면서 "펑크 난장판"이라고 했다. 뉴 뮤지컬 익스프레스는 폭력에 대해서는 우려를 표하면서도 "더 클래시는 아마도 지금 영국 최고의 밴드일 것이다"라고 했다. 조 스트러머는 당시에 대해 "그 날은 펑크가 터져나온 날이었다.... 우리는 적시에 적소에서 딱 맞는 일을 했다"고 회상했다.
CBS는 데뷔 앨범에서 두 번째 싱글로 "Remote Control"을 내놓았는데 멤버들은 그 곡이 가장 약한 곡이라고 생각하여 반대했었다.
1977년 10월 영국 투어를 시작하여 벨파스트의 얼스터 홀에서 첫 공연이 열리기로 했었는데 보험사에서 마지막 순간에 발을 빼면서 공연이 취소되었다. 이에 펑크족들은 항의하며 경찰과 대치했고 이는 이후 "베드포드가의 전투"로 알려졌다. 1970년대 벨파스트에 있었던 많은 폭동에 비해서는 소규모였으나 이는 개신교도와 카톨릭교도간의 대립이 아닌 교파를 초월한 독특한 것이었다.
1978년 4월 30일에는 런던 빅토리아 피크에서 열린 반인종차별 공연에 참여했다. 1970년대 말 영국에서는 인종차별적 공격들이 증가하고 극우 국민전선에 대한 지지가 높아지고 있었다. 이 공연은 음악을 통해 인종차별과 극우들의 부상과 대립하려는 시도였다. 더 클래시는 10만 여명의 군증들 앞에서 공연하고 함께 행진했다.
6월에는 레게 리듬으로 만들어진 "(White Man) In Hammersmith Palais"가 발매되었고 팬들에게 환영을 받았다. 이 곡은 1978년 NME의 독자 선정 순위에서 이 해의 싱글 1위에 올랐다.
두 번째 앨범 작업에 들어가기 전 CBS에서는 이전 앨범보다 좀 더 깨끗한 음색을 주문했는데 이는 미국 공략을 위해서였고 블루 오이스터 컬트와의 작업으로 유명했던 샌디 펄만이 제작자로 들어왔다. 사이모넌은 이후에 "앨범 작업은 최고로 지루했다. 너무 첫 번째 앨범과는 완전 반대로 찔끔찔끔 녹음이 진행되었는데... 그것은 자발적으로 흘러나오는 영감들을 망쳐버렸다"고 회상했다. 스트러머 또한 "쉬운 작업은 아니었다"며 동의했다. 주류 음악 스타일에 대한 불평이 있기도 했으나 <Give 'Em Enough Rope> 앨범에 대한 평은 대부분 긍정적이었다.
<Give 'Em Enough Rope> 앨범이 영국 언론에서 엇갈린 평을 받기는 했으나 영국 차트 2위까지 올랐고 NME의 1978년 독자 투표에서는 이 앨범이 2위를 차지하고 더 클래시가 최우수 밴드로 뽑혔다. 하지만 빌보드 차트 128위에 밖에 오르지 못하면서 CBS가 희망했던 미국 시장 돌파는 그리 성공적이지 못했다.

### 스타일의 변화와 미국에서의 돌파구: 1972-1982년
1979년 8-9월에 걸쳐 <London Calling> 앨범을 녹음했는데 이 더블 앨범에는 펑크 록, 레게, 스카, 록커빌리, 전통 록앤롤 등의 스타일이 담겼고 초창기 이래 억눌려 왔던 에너지와 세련된 제작이 돋보였다. 타이틀 곡은 BBC 월드 서비스의 시작 멘트에서 따왔고 스리마일섬 원자력 발전소 사고로 인한 공황상태에서 영향을 받았다. <London Calling>은 가장 위대한 록 앨범의 하나로 평가받고 있다. 마지막 곡 "Train in Vain"은 마지막 순간에 삽입되면서 앨범 커버에는 나오지 않았는데 믹 존스가 노래했고 빌보드 차트 23위에 오르면서 첫 미국 톱 40에 들게 되었다. 영국에서는 "Train in Vain"이 싱글로 나오지 않았고 대신 "London Calling"이 11위에 오르면서 더 클래시 사상 가장 높은 순위를 기록했다.
12월에 발매된 <London Calling>은 영국 차트 9위, 미국 차트 27위에 올랐다. 앨범 커버는 엘비스 프레슬리의 1956년 데뷔 앨범과 비슷한 글자 구성으로 만들어졌는데 이후 록 역사에 길이 남는 이미지 중 하나가 되었다. 사이모넌이 베이스 기타를 바닥에 내려치는 장면을 페니 스미스라는 사진 작가가 촬영한 이 사진에 대해 Q 매거진에서는 "최고의 록앤롤 사진"이라고 극찬했다.

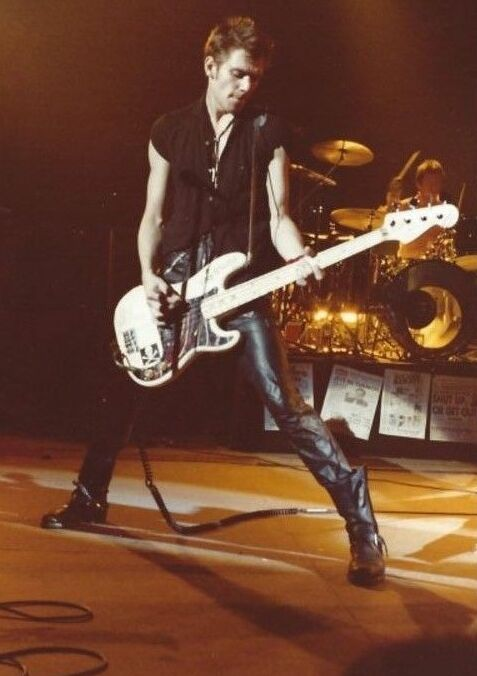
1979년 연주 중인 클래시의 폴 사이모넌 (Photo: S. Sherman)

1980년에는 매달 싱글 하나씩 발매할 계획을 세웠는데 CBS측의 거부로 무산되었고 12월에 36곡이 담긴 세 장 짜리 앨범 <Sandinista!>를 내놓았다. 다시금 여러 음악 스타일이 담겨 있었고 밴드 멤버들이 자메이카의 레게 음악인 미키 드레드와 함께 제작한 이 앨범은 더 클래시의 앨범들 중 정치적으로 음악적으로 가장 논란이 많은 앨범이다. 미국에서의 성적은 24위로 꽤 괜찮았다.
1981년 싱글 "This Is Radio Clash"를 내면서 여러 장르를 혼합하는 능력을 다시금 보여주었는데 특히 여기서는 덥과 힙합 음악의 영향을 잘 녹여내었다. 9월의 더블 앨범을 낼 계획을 세우고 존스가 한 곡을 제작했는데 멤버들이 맘에 들어하지 않았다. 이후 글린 존스가 제작을 맡고 한 장짜리 앨범으로 계획을 수정하여 1982년 <Combat Rock>이 만들어졌다. 여기에는 오프 비트 곡들과 사운드 콜라주 기법, 그리고 비트 시인 앨런 긴즈버그의 시를 낭독하는 등 여러 실험적 시도들이 있었던 반면 대중적인 것도 두 곡이 들어있었다. 그 중 첫 번째가 미국에서 발매된 싱글 "Should I Stay or Should I Go"로 믹 존스가 노래했으며 "Train in Vain"과 유사한 록앤롤 스타일이었다. 두 번째는 특이하게 헤돈이 작곡한 "Rock the Casbah"로 그가 드럼과 퍼커션 뿐 아니라 피아노와 베이스도 녹음했다. "Rock the Casbah"는 8위까지 오르면서 더 클래시 최고의 미국 히트곡이 되었고 뮤직 비디오는 MTV에서 반복적으로 틀었다. 앨범 또한 클래시 앨범 중 가장 성공하여 영국 2위, 미국 7위에 올랐다.

### 분열과 해체: 1982–1986년
<Combat Rock> 앨범 이후 분열의 조짐이 보이기 시작했다. 토퍼 헤돈은 앨범 발매 직전에 밴드에서 떠나달라는 요청을 받았는데 그의 헤로인 중독으로 인해 그의 건강과 연주에 미치는 영향 때문이었다. 이후 몇 달간 테리 차임스를 다시 불러들여 드럼을 맡게 했으나 모두가 좋아했던 헤돈이 떠나면서 밴드 내의 갈등이 커져 갔고 존스와 스트러머의 관계가 악화되기 시작했다.
계속 투어를 이어갔지만 갈등은 커져만 갔고 1983년 초 투어를 마치고 차임스는 밴드 내의 분란과 시끄러운 분위기로 인해 떠나버렸다. 이후 피트 하워드를 영입하여 미국 캘리포니아주 샌버너디노의 페스티벌에 데이비드 보위, 반 헤일런과 함께하는 공연을 준비했는데 부풀려진 티켓 가격에 대해 이벤트 주최측과 논쟁을 벌였고 상당량의 금액을 그 지역의 봉사 단체에 기부하지 않는다면 공연을 하지 않겠다고 했다. 결국 공연은 14만명의 관중이 운집한 가운데 이루어졌고 공연 후 멤버들은 경비원들과 몸싸움을 벌이기도 했다. 이것이 믹 존스가 클래시와 함께 한 마지막 공연이 되었다.
클래시의 새 기타리스트로 닉 쉐퍼드와 빈스 화이트가 영입되었고 하워드는 계속하여 드럼 자리를 유지했다.
<Cut the Crap> 앨범을 위한 녹음 세션은 혼란의 도가니였고 매니저인 버나드 로즈와 스트러머는 뮌헨에서 작업했다. 대부분의 음악은 스튜디오 뮤지션들이 맡았고 쉐퍼드와 화이트가 후에 기타 파트를 위해 날아왔다. 매니저와 밴드의 방향에 대한 주도권으로 갈등하던 스트러머는 집으로 돌아가 버렸다.
스트러머가 머리를 식히려 스페인으로 간 사이 <Cut the Crap> 앨범의 첫 싱글 "This Is England"가 발매되었고 대부분 부정적인 평을 받았다. "CBS에서 선금을 지급했기 때문에 싱글을 내놓아야 했다"고 스트러머는 나중에 해명하며 "나는 그냥 될대로 되라고 하고 스페인의 산속에 들어가 야자수 아래서 눈물을 짜고 있었고 버니는 어떻게든 음반을 내야 했다"고 덧붙였다. 하지만 이후 평론가 데이브 마시는 "This Is England"를 역대 록 싱글 1001에 넣었고 Q 매거진을 비롯하여 후대에 가서 칭송을 받게 된다.
앨범 수록곡들은 매니저인 로즈에 의해 다시 믹싱되어 신시사이저가 가미되고 스트러머가 하다 만 노래에 축구 응원단 식의 합창이 더해졌다. 하워드가 실력 있는 드러머였음에도 불구하고 대부분의 곡들은 드럼 머신으로 대체되었다. 남은 생애 동안 스트러머는 이 앨범을 받아들이지 않았으나 "This Is England"와 "North and South"는 좋아한다고 했다. 1986년 초 더 클래시는 해체된다. 밴드의 마지막에 대해 스트러머는 "더 클래시가 무너졌을 때 우리는 지쳐 있었다. 5년 동안 정말 많은 일이 있었다. 둘째로, 나는 우리들 모두 아이디어가 고갈되었다고 느꼈다. 셋째로 이제는 다른 사람에게 맡기고 나는 그만 입을 닥치고 싶었다"고 회고했다.
이 분열과 해체의 시기를 인터뷰와 함께 담아 낸 것이 대니 가르시아의 책과 영화 <The Rise and Fall of the Clash>다.

### 협업, 재결합, 그리고 스트러머의 죽음: 1986년-현재
해체 이후 스트러머는 존스에게 연락하여 재결합을 위해 애썼다. 하지만 존스는 이미 빅 오디오 다이나믹(Big Audio Dynamite (B.A.D.)) 이라는 밴드를 조직하여 1985년 말 데뷔 앨범까지 낸 상태였다. 둘은 1985년 각자의 프로젝트에 서로 도움을 주었는데 존스는 스트러머가 맡았던 <시드와 낸시> 영화 사운드트랙 두 곡을 쓰고 연주하는데 참여했다.
스트러머는 이에 답하여 B.A.D. 두 번째 앨범<No. 10, Upping St.>의 여러 곡들을 함께 쓰고 공동 제작자로 참여했다. 스트러머는 이후 다수의 솔로 프로젝트와 연기 활동을 했고 사이모넌은 하바나 3am이란 밴드를 조직했으며 헤돈은 솔로 앨범을 녹음했으나 다시 마약에 빠져버렸다.
1991년 3월에 "Should I Stay or Should I Go"가 재발매되어 더 클래시 최초이자 유일한 영국 1위 곡이 되었다. 같은 해 스트러머는 "Rock the Casbah"가 걸프전에서 미군 폭격기의 슬로건으로 사용된다는 얘기를 듣고 울었다고 한다.
1999년 스트러머, 존스, 사이모넌은 라이브 앨범 <From Here to Eternity>와 다큐멘터리 <Westway to the World>의 제작을 위해 함께 협력했다. 2002년 11월 7일, 록앤롤 명예의 전당에서는 더 클래시를 이듬해 3월에 헌액한다고 발표했고 스트러머와 존스, 헤돈은 이 행사에 맞춰 재결합 공연을 하기 원했는데 사이모넌은 이렇게 값 비싼 이벤트에서 공연하는 것이 더 클래시의 정신에 맞지 않다며 참가하고 싶어하지 않았다. 하지만 2002년 12월 22일 스트러머가 선천선 심장 결함으로 갑자기 사망하면서 전 멤버가 함께하는 재결합의 가능성은 사라져 버렸다. 2003년 3월, 록앤롤 명예의 전당의 헌액식이 거행되었고 멤버로 스트러머, 존스, 사이모넌, 차임스, 헤돈의 이름이 올랐다.

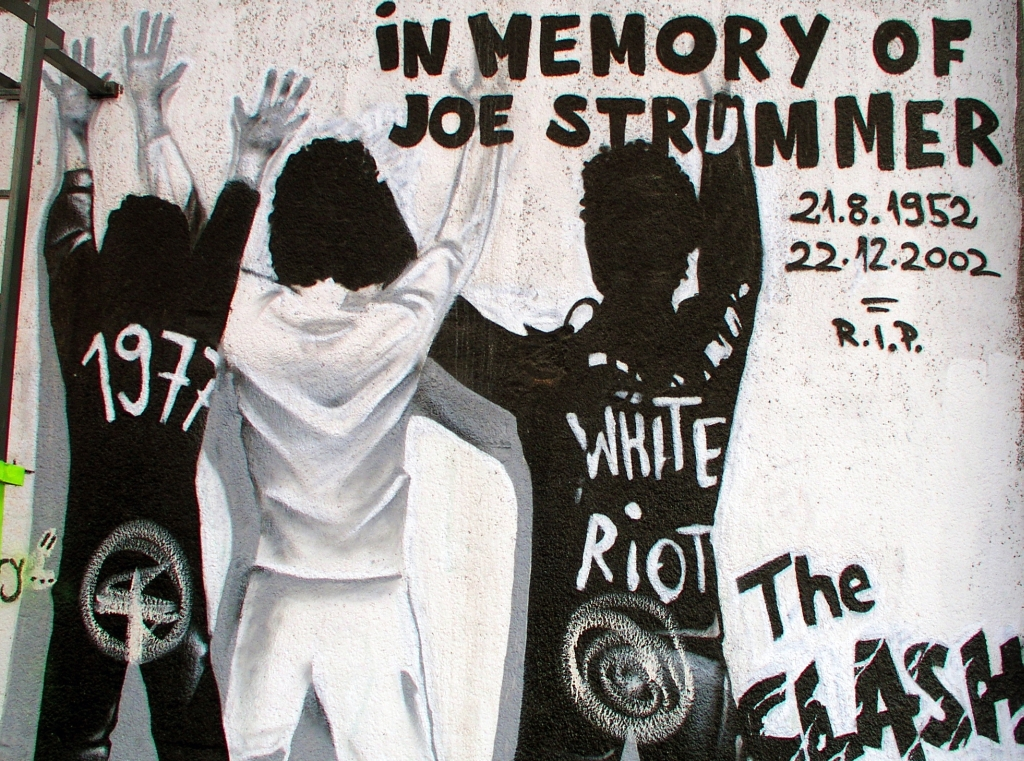
크로아티아 리예카에 있는 조 스트러머를 추모하는 낙서

존스와 헤돈은 2009년 9월 빌리 브래그와 함께 더 클래시의 B 사이드 싱글이었던 "Jail Guitar Doors"의 재녹음을 위해 뭉쳤다. 이 곡은 브래그가 창시한 수감자들을 위해 악기와 레슨을 제공하는 자선단체를 위한 녹음이었다. 존스와 헤돈, 브래그는 이전 수감자였던 이들과 함께 작업을 했고 이는 <Breaking Rocks>라는 다큐멘터리로 나와 있다. 사이모넌과 존스는 2010년 고릴라즈의 앨범 <Plastic Beach>의 타이틀 곡 녹음을 했는데 이는 20년만에 함께 연주한 것이었다. 이후 둘은 고릴라즈의 2010년 월드 투어에 함께 했다.
2012년 7월, 스트러머의 딸들인 재즈와 롤라는 사망 10주기를 맞아 했던 인터뷰에서 재즈는 "아버지가 돌아가시기 전에 클래시 재결합에 대한 얘기들이 있었다. 하지만 이미 수년 동안 그런 얘기들이 있었고 말도 안되는 높은 액수들이 제시되기도 했지만 멤버들은 꿋꿋이 자신들의 도덕성을 유지하며 계속 거절해 왔다. 하지만 아마도 아버지가 돌아가시지 않았다면 아마도 재결합이 성사되었을 것이다. 당시의 분위기로는 그랬다"고 했다.
2013년 9월 더 클래시는 12장 짜리 박스 세트 <Sound System>을 발매했다. 여기에는 정규 앨범을 전부 리마스터링한 8장의 디스크와 3장의 데모, 앨범에 들어가지 않은 싱글들, 희귀곡, B-사이드 모음, 그리고 1장의 DVD가 들어갔다. 리마스터링 작업에는 믹 존스와 폴 사이모넌이 참여했다.
2013년 9월 롤링 스톤과의 인터뷰에서 믹 존스는 재결합에 대해 아마도 결코 이루어지지 않을 것이라고 하며 "내가 재결합을 하려했던 순간들이 있었는데 (2003년 록앤롤 명예의 전당), 당시에는 조도 동의했지만 폴이 원치 않았다. 보통은 명예의 전당 행사에서는 공연을 하게 되는데 조가 당시 사망하면서 하지 못했다. 우리는 한 번도 모두의 뜻이 모아진 적이 없었다. 우리에게 중요한 것은 클래시가 해체된 이후 다시금 우리가 친구가 되었다는 것이다. 그것이 더 클래시 재결합 보다 우리에게는 더 중요하다"고 했다.
2013년 9월 6일, 남은 세 명의 멤버인 믹 존스, 폴 사이모넌, 토퍼 헤돈은 박스 세트 <Sound System>의 발매에 맞춰 BBC 라디오 6에서 함께 공연을 했다.
2013년 10월 BBC 6와의 인터뷰에서 존스는 스트러머가 재결합에 뜻이 있었고 스트러머 사망 몇 달 전에 존스와 스트러머는 함께 새로운 곡들을 작업했는데 존스는 그것이 스트러머의 밴드인 메스칼레로스의 새 앨범을 위한 것인줄 알았다고 한다. 그러다 몇 달이 지나서 둘이 어떤 행사에서 만났고 존스는 그 곡들은 어떻게 되었냐고 하자 스트러머가 더 클래시의 차기 앨범에 들어갈 거라고 했다고 한다.

## 정치성
더 클래시의 음악은 종종 좌익의 이념들을 담고 있었다. 특히 스트러머의 경우 독실한 사회주의자였다. 더 클래시는 펑크 록을 통해 급진적 정치를 옹호하는데 있어 개척자였다는 평을 듣는다. 당시 많은 초기의 펑크 밴드들처럼 더 클래시도 군주제와 귀족제를 반대했는데 다만 다른 이들과는 달리 허무주의는 거부했다. 대신 그들은 여러 해방 운동들과 연대했다.
그들의 정치성은 초기 곡인 "White Riot"에서 불만에 찬 백인 젊은이들에게 흑인처럼 폭동을 일으키라고 부추기는 가사 등에서 드러나며 "Career Opportunities"는 저임금 노동자들의 소외와 대안 부족에 대한 불만을 다루었고 "London's Burning"의 경우 황량하고 지루한 도시의 삶에 대해 노래했다.
<Sandinista!>라는 앨범명은 당시 니카라과의 독재자 아나스타시오 소모사 데바일레을 몰아낸 좌익 세력을 축하하는 것이었고 수록곡들은 영국을 넘어 전세계적인 정치적 이슈들을 다루었는데 "Washington Bullets"는 전세계에서 벌어지는 비밀 군사작전들에 대한 곡이며 "The Call-Up"은 미국의 정책에 관한 것이었다.
더 클래시의 정치성은 음악산업의 탐욕에도 저항했는데 가장 전성기일 때도 티켓이나 기념품의 가격이 비교적 합리적이었고 더블 앨범이나 트리플 앨범도 한 장짜리 앨범과 같은 가격으로 (당시 가격으로 5 파운드) 팔아야 한다고 CBS측에 주장을 펴서 더블 앨범이었던 <London Calling>은 그렇게 하였고 트리플 앨범인 <Sandinista!>는 5.99 파운드에 판매가 되었고 첫 20만장의 판매에 대한 로열티를 포기했다. 이런 원칙을 지키다보니 CBS에 늘 부채를 지고 있었고 1982년경에야 손익분기점을 넘기 시작했다.

## 음악 스타일과 유산, 영향
더 클래시는 주로 펑크 록 밴드로 지칭된다. 올뮤직의 스티븐 얼와인은 "섹스 피스톨즈가 영국의 첫 펑크 록 밴드일지는 몰라도 결정적인 영국의 펑크 로커는 더 클래시였다"고 평했다. 시간이 흐르며 더 클래시는 레게, 록커빌리, 덥, 알앤비 등 여러 장르적 요소들을 도입했으며 <London Calling> 앨범에 이르러 "포스트펑크"의 문을 열었다. 또한 더 클래시는 실험적 록이나 뉴 웨이브로 불리기도 한다. 레게 음악을 처음부터 도입하였고 기존의 레게 곡들을 부르거나 아예 새로 쓰기도 했다.
2004년 롤링 스톤의 역사상 가장 위대한 아티스트 100 리스트에는 더 클래시가 28위로, 2010년 VH1의 가장 위대한 아티스트 100 리스트에는 22위였다. 타임스는 더 클래시의 데뷔 앨범을 <Never Mind the Bollocks, Here's the Sex Pistols>와 함께 "펑크의 결정적 선언"이라 했고 <London Calling>은 "가장 영향력있는 록 앨범 중의 하나로 남을 것이다"라고 했으며 2003년 롤링 스톤의 역사상 가장 위대한 앨범 500 리스트 8위로 펑크 밴드로서는 가장 높은 순위를 기록했다. 이어 <The Clash>가 77위에, <Sandinista!>가 404위에 올랐다. 또한 2004년 롤링 스톤의 역사상 가장 위대한 곡 500 리스트에 "London Calling"이 15위에 오르며 역시 펑크 밴드로서 가장 높은 순위를 차지했고 이어 "Should I Stay Or Should I Go" (228위), "Train in Vain" (292위), "Complete Control" (361위), "(White Man) in Hammersmith Palais"(430위)가 포함되었다.
U2의 기타리스트 에지는 더 클래시의 영향을 라몬즈와 비교하면서 둘은 젊은 록 뮤지션들에게 "가능성의 문이 활짝 열렸음을 보여주었다"고 하며 "다른 어떤 밴드들보다 더 클래시는 아일랜드와 영국에서 수천의 개러지밴드들을 탄생시켰다"고 덧붙였다. U2의 보노는 클래시에 대해 "가장 위대한 록 밴드다. 이들이 U2가 따르는 십계명을 썼다"고 했다.
섹스 피스톨즈의 맨체스터 데뷔 공연이 그 지역 펑크의 시작점이라면 더 클래시의 데뷔 공연은 리버풀에서 비슷한 분수령이 되었다. 여기에 왔던 이들이 이후 빅 인 재팬, 티어드롭 익스플로즈, 에코 & 더 버니맨 등과 같은 밴드를 시작했다.
후기에 들어 더 클래시의 영향력은 랜시드, 안티 플래그, 배드 릴리전, NOFX, 그린 데이, 라이즈 어게인스트, 매닉 스트리트 프리처스 등과 같은 미국의 정치적 성향을 띈 펑크 밴드들에게도 미쳤다. 록 음악 외에도 더 클래시에게 영향을 받은 척 D 같은 이는 퍼블릭 에너미를 통해 사회정치적 의식이 담긴 가사로 언론에 관심을 끌었는데 "클래시는 중요한 주제들을 다루며 그렇기 때문에서 언론에서 다룬다.... 우리는 더 클래시에게서 그런 것을 따왔다"고 했다.
월플라워스의 제이콥 딜런은 <London Calling>을 자신의 인생을 바꾼 앨범으로 꼽았고 1990년대 말 개러지 리바이벌의 물결을 타고 나타났던 스웨덴의 하이브스, 호주의 바인스, 영국의 리버틴스, 미국의 화이트 스트라이프스 등은 더 클래시로부터의 영향에 대해 밝힌 바 있다. 이후 나타난 영국의 밴드들 중에는 베이비섐블스, 퓨처헤드, 샬라탄, 악틱 몽키즈 등이 있다. M.I.A.의 2008년 히트곡 "Paper Planes"는 더 클래시의 곡 "Straight to Hell" 샘플을 바탕으로 만들어졌고 또 2003년 "Galang"에서는 "London Calling"을 언급하고 있다.
2009년 6월 브루스 스프링스틴은 런던 하이드 파크 공연을 "London Calling"을 연주하며 열었고 이후 공연은 DVD로도 출시되었다. 또한 같은 곡을 2003년 그래미 어워드에서 브루스 스프링스틴, 리틀 스티븐, 데이브 그롤, 엘비스 코스텔로가 당시 1년 전 사망한 조 스트러머를 기리며 부르기도 했다.
더 클래시의 1982년 히트곡 "Should I Stay or Should I Go"는 2016년 넷플릭스의 시리즈 <기묘한 이야기> 다수의 에피소드에 나왔다. 이 드라마의 배경은 1983년이다.
2022년 3월, 더 클래시의 남은 멤버들은 우크라이나의 펑크 밴드인 베톤(우크라이나어로 "콘크리트"라는 의미)이 "London Calling"의 가사를 바꾸어 부르는 것을 허락했고 이는 러시아의 우크라이나 침공 당시 로스앤젤레스에서 녹음되었다. 이 노래의 모든 수익금은 우크라이나를 위한 기금으로 쓰여졌다.

## 구성원
기본 멤버 (1977–1982년)
- 조 스트러머 (Joe Strummer) – 리드/백보컬, 리듬 기타 (1976–1986년, 2002년 사망)
- 믹 존스 (Mick Jones) – 리드 기타, 리드/백보컬 (1976–1983년)
- 폴 사이모넌 (Paul Simonon) – 베이스 기타, 백/리드보컬 (1976–1986년)
- 닉키 "토퍼" 헤돈 (Nicky "Topper" Headon) – 드럼, 퍼커션 (1977–1982년)

기타 멤버
- 테리 차임스 (Terry Chimes) – 드럼 (1976년, 1977년, 1982–83년)
- 롭 하퍼 (Rob Harper) – 드럼 (1976–77년)
- 피트 하워드 (Pete Howard) – 드럼 (1983–86년)
- 키스 레벤 (Keith Levene) – 기타 (1976년)
- 닉 셰퍼드 (Nick Sheppard) – 리드 기타, 백/리드보컬 (1983–86년)
- 빈스 화이트 (Vince White) – 리듬 기타 (1983–86년)

## 디스코그래피
스튜디오 음반
- 《The Clash》 (1977년)
- 《Give 'Em Enough Rope》 (1978년)
- 《London Calling》 (1979년)
- 《Sandinista!》 (1980년)
- 《Combat Rock》 (1982년)
- 《Cut the Crap》 (1985년)